# Gieorgij Miessner
Gieorgij Wiktorowicz Miessner, ros. Георгий Викторович Месснер (ur. 10 kwietnia 1928 w Skopju, zm. 24 stycznia 1996 w Sea Cliff) – rosyjski emigracyjny działacz polityczny i młodzieżowy, inżynier, publicysta, wojskowy Sił Zbrojnych Komitetu Wyzwolenia Narodów Rosji pod koniec II wojny światowej
Ukończył rosyjskie gimnazjum w Belgradzie. Współpracował z Narodowym Związkiem Pracujących (NTS). Po ewakuowaniu się z Belgradu wraz z wojskami niemieckimi jesienią 1944 r., przybył do Egeru, a następnie znalazł się w obozie dla uchodźców w St. Johann in Tirol. Po zlikwidowaniu obozu przez Niemców w marcu 1945 r., wstąpił do Sił Zbrojnych Komitetu Wyzwolenia Narodów Rosji. Skierowano go do szkoły oficerskiej ROA w Münsingen. Nie zdążył przejść szkolenia z powodu zakończenia wojny. Uniknął repatriacji do ZSRR, gdyż miał obywatelstwo jugosłowiańskie. W pierwszych powojennych latach przebywał w obozach dla przesiedleńców w rejonie Monachium. W 1946 r. wstąpił do NTS. W 1950 r. wyemigrował do USA. Ukończył studia na wydziale elektrotechnicznym uniwersytetu w Nowym Jorku. Pracował jako inżynier w firmie technicznej Photocircuits. Był autorem ponad 150 artykułów i publikacji naukowych. Działał w stowarzyszeniach i organizacjach z zakresu mikroelektroniki. Uczestniczył w licznych konferencjach naukowych. Jednocześnie zaangażował się w działalność skautingową. Został członkiem Organizacji Rosyjskich Młodych Wywiadowców. W I poł. lat 90. wspierał odradzanie się ruchu skautowskiego w Rosji. Współtworzył drużynę skutów-wywiadowców „Krym” w Sankt Petersburgu. Prowadził wykłady i odczyty o historii ruchu „własowskiego”. Z jego inicjatywy w historyczno-wojskowym piśmie „Nowyj Czasowoj” ukazał się pośmiertnie w 1997 r. artykuł pt. „Sud´ba russkogo oficera”, dotyczący życia i służby wojskowej płk. Jewgienija E. Miessnera.